# 木下良
木下 良（きのした りょう、1922年(大正11年) - 2015年（平成27年）1月26日 ）は、日本の地理学者。

## 経歴
長崎県生れ。1953年京都大学文学部史学科地理学専攻卒業。同志社女子中学校・高校教諭、1973年ころ神奈川大学教授、富山大学教授、1983年ころ國學院大学教授。古代交通研究会名誉会長。

## 著書
- 『国府 その変遷を主にして』教育社歴史新書、1988
- 『道と駅 日本を知る』大巧社、1998／吉川弘文館「読みなおす日本史」、2023、ISBN　9784642075305
- 『事典日本古代の道と駅』吉川弘文館、2009、、ISBN　9784642014502
- 『日本古代道路の復原的研究』吉川弘文館、2013、ISBN　9784642046053

### 共編・監修
- 『七道の景観と変貌 北陸道の景観と変貌』島田正彦、沢田清共編 古今書院、1995
- 『古代道路 古代を考える』編 吉川弘文館、1996
- 『東海道絵図集成』監修 昭和礼文社、2000
- 『地図でみる西日本の古代 律令制下の陸海交通・条里・史跡』平凡社、日本大学文理学部叢書、2009

島方洸一企画・編集統括 金田章裕、立石友男、井村博宣共編
- 『地図でみる東日本の古代 律令制下の陸海交通・条里・史跡』平凡社、2012

島方洸一企画・編集統括 立石友男編集主幹 金田章裕、井村博宣、落合康浩と編集委員

## 参考
- [ISBN　978-4-642-04605-3]